# Aphrastochthonius russelli
Aphrastochthonius russelli es una especie de arácnido  del orden Pseudoscorpionida de la familia Chthoniidae.

## Distribución geográfica
Se encuentra en México.